# いぬばか
『いぬばか』は、桜木雪弥による漫画。『週刊ヤングジャンプ』（集英社）において2009年35号まで連載された後、『月刊ヤングジャンプ』（同）に移籍して2009年9月号から2010年5月号まで連載された。全22巻。
犬に対して不思議な能力をもつ“いぬばか娘”が田舎から上京し、都内のペットショップ「わっふる」で働く日常をコメディタッチで描いている動物漫画。作中には様々な種類の犬が登場する。
2009年秋、スザンヌ主演で映画化された。

## あらすじ
高校を卒業し、進路の決まっていなかった“いぬばか娘”宮内すぐりは親に勝手に就職先を決められ反発、愛犬のるぱん（雑種:オス）と共に東京に出ることを決意する。その頃、東京のペットショップ「わっふる」2号店の店長飯田哲平は、店の繁盛に伴いアルバイトの募集をかけていたが、なかなかいい人材に巡りあえずにいた。
そんな中、ひょんなナンパから高速道路のサービスエリアに取り残されてしまったすぐりとるぱん。すぐりがちょっと目を離したスキに、るぱんは偶然そこにいたブリーダーの犬舎に向かう途中だった哲平の愛犬、ラブラドール・レトリーバーのノワ（メス）と交尾をしてしまい、ノワの繁殖の機会を台無しにしてしまう。すぐりはそのお詫びに「わっふる」で働くことを提案するも哲平は拒否するが、後日改めてすぐりがわっふるに訪れた際に、仮採用として雇ってもらえることとなった。

## 登場人物

### 主要キャラクター
宮内すぐり（みやうち すぐり）
愛犬:るぱん（雑種:オス）、ポム（ビション・フリーゼ：オス）
主人公の“いぬばか娘”。18歳。埼玉県出身。サービスエリアの一件をきっかけに哲平の下で働くことになる。幼少の頃に誘拐された経験があり、その時に助けてもらった、るぱんのおじいちゃんの首輪をお守りがわりとしていつも身に付けている。近づくと犬が“うれション”をしたり、同じ種類の犬の顔を見分けることができたり、誰にもなつかない犬と打ち解けることができたり、犬が糞をするタイミングが分かったり、糞をダイレクトキャッチできたりと、何かと犬に対して不思議な能力を持つ。その能力を買われ、決して飼い主以外になつくことのなかったシェパードのヘンリーと組み、アジリティ大会で繰り上げながらも優勝を果たし、新たな才能を開花させた。その後開催されたK-9フリースタイル（ドッグダンス）大会でも、優勝を逃すが短期間で最終選考まで残るほどの技術を習得するなど、運動神経はいい。過去スイミングスクールに通っていた経験もあり、水泳も割と得意なようである。本人いわく、学生時代の体育の成績は“4”。その反面、性格はどんくさく非常に無知で世間知らずな一面もあり（誘拐されたり誘拐まがいのナンパに引っかかる。目的地と逆方向の電車に乗り込む、振り込め詐欺に引っかかりそうになるなど）、哲平からよく「18歳児」「ダメ女」などとののしられる。ただし、本人は自立を望んでいる。引越しの資金を貯めるため、週に何日かちづるの通うキャバクラで「もえ」という源氏名で働いていたが、第75話で哲平からマンションの一室を与えられて以来、彼女がキャバクラで働くシーンは一切見られない。しかし、藤田がクラブNに来た際にちづるが「辞めてはいないが一年ほど来ていない」と言っていた。ちづるいわく巨乳。哲平に好意を抱いていることが様々なシーンからうかがえる。訳あってポムという名前のビション・フリーゼを飼いはじめ、ドッグショーを目指している。最終話では、哲平と結婚し1児の母となっているかのような描写が見られる。
るぱん
すぐりの飼い犬。日本犬の血が入っている1歳の雑種犬。何でも食べる大食らいで、可愛い女性・メス犬が大好きなスケベ犬。すぐりが躾をしていなかったこともあり、以前は「おすわり」「待て」などができなかったが、K-9フリースタイル大会に向けての特訓が功を成し、すぐりの言葉に従うようになってきた。自分よりも大きい犬にはすぐに「降参」をするなど、一見典型的な駄目犬だが愛嬌があり皆から愛されている。いざという時は飼主以上にしっかりしているようにも見え、誘拐されそうになった健太郎の妹やいじめられっ子を助けたりと、祖父譲りの「名犬」な部分もある。すぐりとの絆はとても強い。名前は「恩人（犬）の孫で女好き」ということで、ルパン三世からとり（日本なので平仮名にした）、すぐりが命名した。健太郎が「るぱんの唄」を演奏している描写があるが、アニメ版旧作の第1オープニングテーマ「ルパン三世その1」とメロディーが似ているようである。
飯田哲平（いいだ てっぺい）
愛犬:ノワ（ラブラドール・レトリーバー:メス）
ペットショップ「わっふる」2号店の店長。26歳。かわいそうなものを見ると放っておけない性格。店の売り上げよりも犬の幸せを第一に考えている。少年時代、保健所に忍び込んだ時の処分待ちの犬たちの顔を忘れることができず、そんな不幸な犬がいなくなる世の中を望んでいる。仕事が忙しく、彼女を作るヒマはない。昔、年上の彼女と同棲していたが、哲平の「いぬばか」が原因で破局した。最終話では、すぐりと結婚し1児の父となっているかのような描写が見られる。
長田健太郎（おさだ けんたろう）
自称ミュージシャンで哲平の同級生。ホームレス状態で帰る場所がなかったところを哲平に偶然発見され、そのまま住み込みでわっふるで働くことになる。基本は犬嫌いだが、るぱんの事は気に入っている。すぐりが来て以来、しばらくは犬小屋で寝泊りをしていた。すぐりにキャバクラの仕事を紹介した張本人。コミックス最終巻では、ちづると結婚しており、1児（女の子）の父、「わっふる」の統括マーネジャーとなっている。
澤村ちづる（さわむら ちづる）
愛犬:リッキー（ゴールデン・レトリーバー:オス）[死亡：第6話] → めろん（チワワ:オス）
すぐりの東京で初めての友達。リッキーに冷たい態度をとったまま永遠の別れになってしまったことを深く後悔し、リッキーが助けようとしたチワワを今度こそ悔いのないように育てていこうと決意する。そのチワワにめろんと名付け、めろんの病気の治療費を稼ぐためキャバクラ嬢として働くことになる（以前はキャバクラで働くことに抵抗があるようだった）。キャバクラでの源氏名は「すぐり」。コミックス最終巻では、健太郎と結婚しており、1児（女の子）の母となっている。
森香奈子（もり かなこ）
愛犬:ツェルニー（ポメラニアン:メス）[死亡：第130話] → ソナタ（ダックスフント:オス）
ピアノの先生。わっふるのビルの2階でピアノ教室を開いている。愛犬への溺愛ぶりはすぐりもちょっと引いてしまうほど。あくまでもるぱん（雑種犬）を認めようとはしない。その後ツェルニーは急性腎不全で死んでしまい、極度のペットロス症状に落ちてしまうが、すぐりたちの尽力により克服。震災により飼主を失ったダックスフントを救いたいと引き取り、ソナタと名付けた。
阿樹場博士（あきば ひろし）
愛犬:ジダン（フレンチ・ブルドッグ:オス）
公務員。初登場時はアイドルの追っかけをしており、絵に描いたようなオタク的ルックスだったが、わっふるでフレンチ・ブルドッグを買ってからは方向が180度変わり、すっかり“犬オタ”になってしまった。最初の頃はちづると衝突していたが、現在は密かにちづるに気がある。そのちづるから最近太ったことを指摘され、ヨガでのダイエットを決行中。
山下マリ（やました まり）
愛犬:ラッキー（パピヨン:オス）
カリスマモデル。通称やまりん、21歳。当時、わっふるで売れ残っていたパピヨンとCM競演をすることになり、それがきっかけでそのままそのパピヨンを飼うことに。犬の相談のため、哲平が彼女のマンションを訪れた際、週刊誌に記事にされたことがある。モデル業をしながらハンドラーライセンスをとる。
キム・ヒョンジュン
愛犬:チャンタ（柴犬:メス）
韓国人留学生。元々は犬が大の苦手であったが、行き場の失った柴犬を不憫に思い、飼うことを決意する。最近ではチャンタを大学に連れて行くほどの“いぬばか”になってしまった。健太郎のバンドのパートナーでもある。すぐりのことが好き。
竹内桃子（たけうち ももこ）
愛犬:メル（ミスカラーのトイ・プードル:メス）
通称ももちゃん。トリマーとして、すぐりの後にわっふるに入ってきた。トリマーの資格はB級。愛犬のメルはトリミングの専門学校に通っていたとき、プードルの繁殖をしていた講師から格安で買ったのだが、後にそれがミスカラーという“失敗作”の厄介払いであるということに気が付いた。しかしそのことが判明してからも愛情を持ってメルを育てている。初登場時は、彼氏との関係に問題があり無愛想だったが、別れた後はスッキリし、笑顔も多くなった。最終話では、西條という姓になっている。
SHOW金子（ショウ かねこ）
愛犬:アルフレッド（アフガン・ハウンド:オス） 他多数
ペットショップ「わっふる」1号店の店長。哲平の上司。考え方が哲平とは対極的で、よく犬を使って金儲けをしている。すぐりの犬に対する不思議な能力を見込み、アジリティのハンドラーに大抜擢し、結果を残した。
日比野基（ひびの もとし）
愛犬:サブリナ（ミニチュア・ピンシャー:メス）、アン（パピヨン:メス）
わっふる2号店の向かいに新オープンしたペットショップ「Wan Kaw」の店長。元々は別のペットショップでエリア統括部長という肩書きを持っていたがその方針を嫌い、ネットショップ最大手「Kaw Kaw」の社長と手を組み、莫大な資金の元「Wan Kaw」をオープンさせた。店舗オープン前に「わっふるの犬がトイレトレーニングが既にできている」という噂を聞きつけ、その真意を確かめるため、わっふるでパピヨンを買っていった。すぐりの不思議な力を見抜き、何とか「Wan Kaw」に引き抜こうとする。
沢渡ミホ（さわたり みほ）
「Wan Kaw」の専務取締役で何かとわっふる側の人間を敵対視する。千堂ヤスミンのダンスに惚れ込み、彼女を「Wan Kaw」のドッグダンサーとしてスカウトする。
藤田
愛犬:アムロ（雑種:メス）
すぐりの地元で有名な金持ちの息子。アムロはるぱんの兄妹犬。実家にるぱん・アムロの父犬の錦（雑種）を飼っている。実は14年前にすぐりを誘拐した人物。当時、女性に幻滅している時にすぐりと共にるぱんの祖父犬・ルパンを助け、その時のすぐりが可愛くて飼いたくなり、車のトランクに監禁したがルパンが見つけ出した。その後もすぐりを忘れられずに遠くから見守っており（実は第1話で既に登場している）、彼女を追い東京へ上京した。昔のような犯罪まがいの事はしないが、すぐりも本人も認めるストーカーである。
植田星莉奈（うえだ せりな）
愛犬:ミルク（マルチーズ：オス）
澤村ちづるの学生時代からの友人。小さい頃、母子家庭として乏しい生活を送っていたこともあり、大人に成長するチャンスを失ったまま、今でも子どものような存在。幼児体型で自分のことを「セリナ」と呼び、夫のことは「旦那ちゃん」と呼び、すぐりも身をひいている。お姫様のような存在感もあり、ちづるから説教をされることにはかなり抵抗している。子育ての予行演習としてマルチーズのミルクを飼い始めるが一時的に育成放棄した。だがすぐりの行動により、今ではミルクの良い飼い主となっている。

### サブキャラクター
すぐりの母
かなり天然系。たまに娘の様子を見に「ねぎせんべい」を片手にわっふるに現れる。幼少の頃、すぐりを誘拐した犯人が未だに捕まっていないことをとても不安に思っている。過保護な面を持っている為、娘からは「自立させて」と思われている。
すぐりの父
一家の大黒柱のはずであるが、2年以上続く連載の中で数コマしか登場しておらず、極めてその影は薄い。職業不明。第1話ですぐりの就職先を勝手に決めてきた。すぐりの母親同様、過保護な面は持っている。
みなみ
すぐりとちづるが働くキャバクラ、「クラブN」のナンバー1。客に高い犬をおねだりしては悪徳業者に売っていた。
小野遥（おの はるか）
哲平の元彼女。哲平の愛情が自分よりもノワに向けられていたことが原因で別れた。プライドが高く、少しのことで傷つきやすい。
鈴木礼雄（すずき れお）
愛犬:バービー（シェルティー:性別不明）
ドッグトレーナー。たまにわっふるの屋上でしつけ教室を開いている。
長田ミカ（おさだ ミカ）
健太郎の妹。中学3年の受験生。今の自分を好きになることができず、さらに周囲の期待の重圧からリストカットをしていた。るぱんに危機を救ってもらってからは考え方が前向きになった。
古谷恭子（ふるや きょうこ）
愛犬:ヘンリー（シェパード:オス）
ヘンリーをパートナーとして、アジリティに参加していた。雨の日の散歩中、公道のポールでスラロームをしていたヘンリーが車に轢かれそうになったところを間一髪で助けたが、その身代わりに事故にあってしまった。入院中、ヘンリーがすぐりと組んでアジリティで優勝したことをとても喜んでおり、その後、すぐりがるぱんとのドッグダンス出場が決まった際、コーチの役を買って出る。
仁科晴臣（にしな はるおみ）
愛犬:メイ（ボーダー・コリー:性別不明） 他多数
トップハンドラー。過去のアジリティで多数の優勝経験を持つ。三つ子の末弟で、学生時代は出来のいい2人の兄と比べられることが多く、コンプレックスを持っていたが、数多くのアジリティを制覇し名声を手に入れ、2人の年収の数倍を稼げるようになった彼は見事にそのコンプレックスをはね返した。しかし、すぐりも参加したアジリティ大会で優勝に執着するあまり、足にケガをしていたメイに痛み止めを打ってレースに参加したことが発覚し、失格となった。その後「Wan Kaw」側のドッグダンス出場者、千堂ヤスミンのコーチとして再登場する。
中林ツトム（なかばやし ツトム）
愛犬:タロー（ミニチュア・シュナウザー:性別不明）
映画監督。ここ10年は修行期間としてAVを撮っていたが、その努力が報われ映画祭で新人賞を獲得。家を新築した記念にわっふるで犬を買った。
中林リサ（なかばやし リサ）
中林ツトムの娘。10年家族を放ったらかしにしていた父親を快く思っておらず、わっふるから買ってきた犬もうっとうしく思っていたが、父親が新人賞を獲得し、過去の経緯を全て話したことで、少し認めるようになった。
アキラ
愛犬:シュナイダー（ドーベルマン:性別不明）
「STAR DOGS CAFE」の常連客でマダム達の憧れの的。香奈子先生とはカフェの常連つながりで親しい。
JIN（ジン）
愛犬:モッシュ（ウエスト・ハイランド・ホワイト・テリア:オス）
職業不明。人に対してはかなりのキレキャラだが、動物には優しい。愛犬の服を自分で作れるという、その外見からは想像もつかないような意外な特技を持つ。香奈子先生のピアノ教室の生徒。ドラムの経験もある。
南河マイ（なんこう マイ）
キムの通う大学のミスキャンパス。キムと同じく柴犬を飼っていたが半年前に死んでしまい、今もなおそのショックを引きずっている。自分の愛犬にプレゼントするはずだったペンダントをチャンタに与え、以後キャンパス内でキムと一緒にチャンタを連れて散歩するようになった。
ユウ君
ももちゃんの元彼氏。自称モデル。ももちゃんとは高校の同級生で、当時ぽっちゃりしていたももちゃんを唯一人認めてくれる人物だったが、最近では浮気をし、遊ぶ金を要求してくるようになり、最終的にももちゃんに捨てられた。
仲森洸（なかもり ひろ）
るぱんがすぐりとはぐれて迷子になった時、一時的にるぱんの面倒を見ていた少年。るぱんに「さつま」という名前を付け、神社の脇で密かにるぱんを飼っていた。
飯田ユミコ（いいだ ユミコ）
哲平の母。美容師。離婚後、女手一つで哲平を育ててきた。わっふるに来店した際、当時売れ残っていたアメリカン・コッカー・スパニエルを気に入り買っていった。
中谷さん（なかたにさん）
犬牧場『なかたにハートランド』のオーナーで、わっふる等で販売する犬の繁殖、飼育をしている。園内でカフェの営業もしている。
茅場ミノル（かやば ミノル）
犬牧場「なかたにハートランド」のスタッフ。少年時代、父親から虐待を受けていた過去を持つ。その父親が逮捕された後、親戚中をたらい回しにされ、自ら問題を起こして少年院に収容されていたため、人付き合いは極めて苦手。少年院にいる間、ミノルの愛犬が「なかたにハートランド」に預けられ、それをきっかけにそのままスタッフとして働くことになった。絵心があり、リビングにはミノルが描いた犬の絵が多く飾られている。背中には父親に包丁で切りつけられた傷跡がある。
御影竜介（みかげ りゅうすけ）
21歳。以前働いていたペットショップのずさんさに嫌気が差し、当時そのペットショップのエリア統括部長だった日比野にヘッドハンティングされ、新オープンする「Wan Kaw」のスパイとして、わっふる2号店のアルバイト従業員となり、すぐりを「Wan Kaw」に引き抜こうとする。しかしその計画が失敗に終わり1度は日比野に見限られるが、後に「Wan Kaw」への復帰を持ちかけられる。しかしその間に獣医になる決意をし、その勉強のため「Wan Kaw」、そしてわっふるから去っていった。
Kaw Kaw社長
大手ネットショッピング「Kaw Kaw」の社長。「Wan Kaw」のオープンに莫大な投資をした張本人。基本的に“金で何でも解決する”タイプ。
千堂ヤスミン（せんどう ヤスミン）
愛犬:カルロス（イングリッシュ・ポインター:オス）
ブラジル・サンパウロ出身の日伯ハーフ。ストリートダンサー。本格来日は15歳の時、日本人である父親の勧めで日本の教養を身につけさせるため、単身（＋犬1匹）日本に送り出し、祖母の下に預けられた。カポエイラというブラジルの格闘技を身につけており、身に危機が迫ると（迫らなくても）手より先に足が出てしまうクセがある。格式高い茶道の家元、「千堂家」の家系に属する“お嬢様”であるが、伝統を重んじる祖母は、そんなガサツな孫娘の行動をあまり快くは思っていない。高校時代、祖母の目を盗み「ストリートダンス部」を発足しダンスに明け暮れる日々を過ごすが、その持ち前の“足技”で機材を何度も壊してしまう。来日当時は書き取りも含め日本語がたどたどしかったが、現在は語学的にも成長し、しっかりと喋っている（ただし書き取りに関してはあまり成長が見られない）。同作者の漫画『ヤスミンのDANCE!』の主人公であり、路上でカルロスとのストリートダンスをしている際、「Wan Kaw」の沢渡ミホにドッグダンサーとしてスカウトされ、すぐりの強力なライバルとして作品を超えて登場した。
寺脇チトセ（てらわき チトセ）
愛犬:オリーブ（ラブラドール・レトリーバー:性別不明）
すぐり、ヤスミンと共に最終選考に残ったK-9フリースタイルの出場者。視力を失っており、愛犬のオリーブが盲導犬代わりとして常に一緒に行動している。視力を失っているとは思えないほどのダンスを披露し、最終的に優勝を飾った。
犬塚亜弥（いぬづか あや）
愛犬:ジゼル（ミニチュアダックスフント?:性別不明）
大の犬好きとして知られる日本を代表するPOPシンガー。代表曲に「ひめりんご」がある。K-9フリースタイルの会場にスペシャルゲストの特別審査員として来場した。

## 映画
2009年11月21日公開。

### スタッフ
- 監督：ヨリコジュン
- 脚本：山田典枝
- 主題歌：腐男塾「絆」

### キャスト
- 宮内すぐり：スザンヌ
- 飯田哲平：徳山秀典
- 長田健太郎：岡田亮輔
- 澤村ちづる：相沢まき
- 阿樹場博士：前田健
- 森香奈子：さがゆりこ
- キム・ヒョンジュン：浜谷健司
- はなわ
- 原口あきまさ
- 赤座美代子
- 渡辺美奈代
- 島崎俊郎
- 宮崎美子